# McLaren MCL60
Der McLaren MCL60 ist der Formel-1-Rennwagen von McLaren für die Formel-1-Weltmeisterschaft 2023. Er ist der 51. McLaren-Formel-1-Wagen und wurde am 13. Februar 2023 in Woking präsentiert.

## Name
Ursprünglich wurde das Auto vom Team als McLaren MCL37 bezeichnet, um das Nummerierungsschemas fortzusetzen, das 1981 mit dem McLaren MP4/1 begann, obwohl das MP4-Präfix 2017 nach dem Weggang von Ron Dennis durch MCL ersetzt wurde. McLaren kündigte jedoch an, dass das Auto den Namen McLaren MCL60 erhalten würde, um an das 60-jährige Jubiläum der Gründung des Teams durch Bruce McLaren im Jahr 1963 zu erinnern.

## Technik und Entwicklung
Wie alle Formel-1-Fahrzeuge des Jahres 2023 ist der McLaren MCL60 ein hinterradangetriebener Monoposto mit einem Monocoque aus kohlenstofffaserverstärktem Kunststoff (CFK). Außer dem Monocoque bestehen auch viele weitere Teile des Fahrzeugs, darunter die Karosserieteile und das Lenkrad aus CFK. Auch die Bremsscheiben sind aus einem mit Kohlenstofffasern verstärkten Verbundwerkstoff.

## Lackierung und Sponsoring
Die Farbgestaltung des McLaren MCL60 ähnelte weitgehend der des Vorgängers McLaren MCL36, einige Flächen blieben aber frei, um Gewicht zu sparen. Wie alle McLaren-Formel-1-Autos seit dem McLaren MCL35 wurde der MCL60 nicht lackiert, sondern mit einer Vinylfolie überzogen, was im Vergleich zum Lackieren leichter und aerodynamisch effizienter ist und sich schneller vorbereiten lässt.
Bei den Großen Preisen von Monaco und Spanien bekam der McLaren MCL60 eine besondere Farbgebung, um McLarens Leistung bei der Triple Crown zu feiern. McLaren ist das einzige Motorsportteam, das diese Auszeichnung ab 2023 erhalten hat. Das Auto wurde in drei Segmenten gestaltet, um an McLarens ersten Sieg bei jedem dieser drei Rennen zu erinnern. Das Heck des Autos wurde in Papaya gehalten und dieses Segment erinnerte an den McLaren M16C/D, mit dem Johnny Rutherford 1974 das Indianapolis 500 gewann. Die Mitte war weiß als Hommage an den McLaren MP4/2, den Alain Prost fuhr, als er 1984 den Großen Preis von Monaco gewann. Der vordere Teil war schwarz als Erinnerung an den McLaren F1 GTR, den JJ Lehto, Yannick Dalmas und Masanori Sekiya 1995 beim 24-Stunden-Rennen von Le Mans zu ihrem Sieg fuhren.
Beim Großen Preis von Großbritannien erhielt der MCL60 in Zusammenarbeit mit dem Titelsponsor Google Chrome eine chromglänzende Oberfläche als Hommage an das Design des Teams von 2006 bis 2014.
Bei den Großen Preisen von Singapur und Japan erhielt das Auto eine weitere Sonderlackierung namens „Stealth Mode“, die in Zusammenarbeit mit Partner OKX durchgeführt wurde. Diese Lackierung war überwiegend schwarz mit papayaorangefarbenen Akzenten.

## Fahrer
McLaren tritt in der Saison 2023 mit der Fahrerpaarung Lando Norris und Oscar Piastri an. Norris bestreitet seine fünfte Saison für das Team, Piastri die erste. Piastri ersetzte seinen Landsmann Daniel Ricciardo, der am Ende der Saison 2022 vom Team entlassen wurde.

## Ergebnisse

### Vereinfachte Darstellung
| Fahrer           | Nr.              | 1   | 2  | 3 | 4  | 5  | 6 | 7  | 8  | 9  | 10 | 11 | 12 | 13    | 14 | 15 | 16 | 17 | 18  | 19  | 20 | 21 | 22  | 23 | Punkte | Platz |
| ---------------- | ---------------- | --- | -- | - | -- | -- | - | -- | -- | -- | -- | -- | -- | ----- | -- | -- | -- | -- | --- | --- | -- | -- | --- | -- | ------ | ----- |
| Formel-1-WM 2023 | Formel-1-WM 2023 |     |    |   |    |    |   |    |    |    |    |    |    |       |    |    |    |    |     |     |    |    |     |    | 302    | 4.    |
| L. Norris        | 4                | 17  | 17 | 6 | 9  | 17 | C | 9  | 17 | 13 | 4  | 2  | 2  | 676   | 7  | 8  | 2  | 2  | 3   | 24  | 5  | 2  | DNF | 5  | 302    | 4.    |
| O. Piastri       | 81               | DNF | 15 | 8 | 11 | 19 | C | 10 | 13 | 11 | 16 | 4  | 5  | 2DNF2 | 9  | 12 | 7  | 3  | 121 | DNF | 8  | 14 | 10  | 6  | 302    | 4.    |

| Legende  | Legende            | Legende                                                          |
| Farbe    | Abkürzung          | Bedeutung                                                        |
| -------- | ------------------ | ---------------------------------------------------------------- |
| Gold     | –                  | Sieg                                                             |
| Silber   | –                  | 2. Platz                                                         |
| Bronze   | –                  | 3. Platz                                                         |
| Grün     | –                  | Platzierung in den Punkten                                       |
| Blau     | –                  | Klassifiziert außerhalb der Punkteränge                          |
| Violett  | DNF                | Rennen nicht beendet (did not finish)                            |
| Violett  | NC                 | nicht klassifiziert (not classified)                             |
| Rot      | DNQ                | nicht qualifiziert (did not qualify)                             |
| Rot      | DNPQ               | in Vorqualifikation gescheitert (did not pre-qualify)            |
| Schwarz  | DSQ                | disqualifiziert (disqualified)                                   |
| Weiß     | DNS                | nicht am Start (did not start)                                   |
| Weiß     | WD                 | zurückgezogen (withdrawn)                                        |
| Hellblau | PO                 | nur am Training teilgenommen (practiced only)                    |
| Hellblau | TD                 | Freitags-Testfahrer (test driver)                                |
| ohne     | DNP                | nicht am Training teilgenommen (did not practice)                |
| ohne     | INJ                | verletzt oder krank (injured)                                    |
| ohne     | EX                 | ausgeschlossen (excluded)                                        |
| ohne     | DNA                | nicht erschienen (did not arrive)                                |
| ohne     | C                  | Rennen abgesagt (cancelled)                                      |
| ohne     | keine WM-Teilnahme |                                                                  |
| sonstige | P/fett             | Pole-Position                                                    |
| sonstige | 1/2/3/4/5/6/7/8    | Punktplatzierung im Sprint-/Qualifikationsrennen                 |
| sonstige | SR/kursiv          | Schnellste Rennrunde                                             |
| sonstige | *                  | nicht im Ziel, aufgrund der zurückgelegten Distanz aber gewertet |
| sonstige | ()                 | Streichresultate                                                 |
| sonstige | unterstrichen      | Führender in der Gesamtwertung                                   |

### Detaillierte Darstellung inkl. Sprintrennen (SPR) und Hauptrennen (HAU)
| Pos                             | Fahrer     | Nr. | 1   | 2   | 3   | 4   | 4   | 5   | 6   | 7   | 8   | 9  | 10 | 10 | 11 | 12 | 13 | 13  | 14 | 15 | 16 | 17 | 18 | 18 | 19 | 19  | 20 | 21 | 21 | 22  | 23 | Punkte |
| ------------------------------- | ---------- | --- | --- | --- | --- | --- | --- | --- | --- | --- | --- | -- | -- | -- | -- | -- | -- | --- | -- | -- | -- | -- | -- | -- | -- | --- | -- | -- | -- | --- | -- | ------ |
| Formel-1 Weltmeisterschaft 2023 |            |     |     |     |     |     |     |     |     |     |     |    |    |    |    |    |    |     |    |    |    |    |    |    |    |     |    |    |    |     |    |        |
| SPR                             | HAU        | SPR | HAU | SPR | HAU | SPR | HAU | SPR | HAU | SPR | HAU |    |    |    |    |    |    |     |    |    |    |    |    |    |    |     |    |    |    |     |    |        |
| 6.                              | L. Norris  | 4   | 17  | 17  | 6   | 17  | 9   | 17  | C   | 9   | 17  | 13 | 9  | 4  | 2  | 2  | 6  | 7   | 7  | 8  | 2  | 2  | 3  | 3  | 4  | 2   | 5  | 2  | 2  | DNF | 5  | 205    |
| 9.                              | O. Piastri | 81  | DNF | 15  | 8   | 10  | 11  | 19  | C   | 10  | 13  | 11 | 11 | 16 | 4  | 5  | 2  | DNF | 9  | 12 | 7  | 3  | 1  | 2  | 10 | DNF | 8  | 10 | 14 | 10  | 6  | 97     |

| Legende  | Legende            | Legende                                                          |
| Farbe    | Abkürzung          | Bedeutung                                                        |
| -------- | ------------------ | ---------------------------------------------------------------- |
| Gold     | –                  | Sieg                                                             |
| Silber   | –                  | 2. Platz                                                         |
| Bronze   | –                  | 3. Platz                                                         |
| Grün     | –                  | Platzierung in den Punkten                                       |
| Blau     | –                  | Klassifiziert außerhalb der Punkteränge                          |
| Violett  | DNF                | Rennen nicht beendet (did not finish)                            |
| Violett  | NC                 | nicht klassifiziert (not classified)                             |
| Rot      | DNQ                | nicht qualifiziert (did not qualify)                             |
| Rot      | DNPQ               | in Vorqualifikation gescheitert (did not pre-qualify)            |
| Schwarz  | DSQ                | disqualifiziert (disqualified)                                   |
| Weiß     | DNS                | nicht am Start (did not start)                                   |
| Weiß     | WD                 | zurückgezogen (withdrawn)                                        |
| Hellblau | PO                 | nur am Training teilgenommen (practiced only)                    |
| Hellblau | TD                 | Freitags-Testfahrer (test driver)                                |
| ohne     | DNP                | nicht am Training teilgenommen (did not practice)                |
| ohne     | INJ                | verletzt oder krank (injured)                                    |
| ohne     | EX                 | ausgeschlossen (excluded)                                        |
| ohne     | DNA                | nicht erschienen (did not arrive)                                |
| ohne     | C                  | Rennen abgesagt (cancelled)                                      |
| ohne     | keine WM-Teilnahme |                                                                  |
| sonstige | P/fett             | Pole-Position                                                    |
| sonstige | 1/2/3/4/5/6/7/8    | Punktplatzierung im Sprint-/Qualifikationsrennen                 |
| sonstige | SR/kursiv          | Schnellste Rennrunde                                             |
| sonstige | *                  | nicht im Ziel, aufgrund der zurückgelegten Distanz aber gewertet |
| sonstige | ()                 | Streichresultate                                                 |
| sonstige | unterstrichen      | Führender in der Gesamtwertung                                   |